# 1996年アトランタオリンピックのマラウイ選手団
1996年アトランタオリンピックのマラウイ選手団（1996ねんアトランタオリンピックのマラウイせんしゅだん）は、1996年7月19日から8月4日にかけてアメリカ合衆国のジョージア州アトランタで開催された1996年アトランタオリンピックのマラウイ選手団、およびその競技結果。

## 概要
マラウイはこのオリンピックの陸上競技に男子2人を代表選手として参加させたが、メダルを獲得することはできなかった。

## 陸上競技
| 選手名        | 種目         | 結果     | 結果 | 備考                   |
| 選手名        | 種目         | 記録     | 順位 | 備考                   |
| ------------- | ------------ | -------- | ---- | ---------------------- |
| Henry Moyo    | 男子 5000 m  | 14:30.53 |      | 予選第2組 13位にて敗退 |
| John Mwathiwa | 男子マラソン | 2:24:45  | 65   |                        |